# アイリス (曲)
「アイリス」は、藍井エイルの楽曲で、15枚目のシングル。2018年10月24日にSACRA MUSICより発売された。

## 概要
復帰後第1弾シングルだった「流星/約束」から4か月ぶりの復帰後第2弾シングルで、SACRA MUSICより発売。表題曲は、テレビアニメ『ソードアート・オンライン アリシゼーション』アリシゼーション・ビギニング編のエンディングテーマに起用されており、シングルリリース前日の10月23日に告知なしで先行配信された。
販売形態は通常盤（VVCL-1353）に加えて、表題曲のPVを収録したDVDとフォトブックが付属する初回生産限定盤（VVCL-1350）、アニメ絵柄オリジナルポスターが付属する期間生産限定盤（SECL-1354）の3種類がリリースされる。CDには表題曲に加えて、カップリング曲の「Daylight」と「Liar」の合計3曲が収録されており、「Daylight」は、2019年リリースのアプリゲーム『AIカードダス ZENONZARD』のイメージソングとして起用されている。

## チャート成績
2018年10月23日付のオリコンデジタルシングルデイリーランキングでは0.6万DLで1位にランクイン。前作に続いて2作連続でのデイリー首位獲得となった。11月5日付のオリコン週間ランキングでは、CDが1.1万枚を売り上げ11位、配信は2.0万DLで2位にランクインした。

## 収録曲

### 通常盤・初回生産限定盤
| 全作詞: Eir。 |                                                                                           |           |                         |           |      |
| #             | タイトル                                                                                  | 作詞      | 作曲                    | 編曲      | 時間 |
| 1.            | 「アイリス」(テレビアニメ『ソードアート・オンライン アリシゼーション』エンディングテーマ) | Eir       | ArmySlick、Lauren Kaori | ArmySlick | 4:07 |
| 2.            | 「Daylight」(アプリゲーム『AIカードダス ZENONZARD』イメージソング)                        | Eir       | 津波幸平                | 津波幸平  | 4:12 |
| 3.            | 「Liar」                                                                                  | Eir       | 新井弘毅                | 新井弘毅  | 4:17 |
| 4.            | 「アイリス」(instrumental)                                                                | Eir       |                         |           | 4:06 |
| 合計時間:     | 合計時間:                                                                                 | 合計時間: | 合計時間:               | 16:42     |      |

| #         | タイトル         | 作詞 | 作曲・編曲 |
| --------- | ---------------- | ---- | ---------- |
| 1.        | 「アイリス」(MV) |      |            |
| 合計時間: | 合計時間:        | 0:00 |            |

### 期間生産限定盤
| #         | タイトル                   | 作詞  | 作曲・編曲 | 時間 |
| --------- | -------------------------- | ----- | ---------- | ---- |
| 1.        | 「アイリス」               |       |            | 4:07 |
| 2.        | 「Daylight」               |       |            | 4:12 |
| 3.        | 「Liar」                   |       |            | 4:17 |
| 4.        | 「アイリス」(TV size ver.) |       |            | 1:30 |
| 合計時間: | 合計時間:                  | 14:06 |            |      |